# Tatranskí Vlci
Tatranskí Vlci byl slovenský klub ledního hokeje. Založen byl v roce 2011 jako mládežnický celek pro nově založený klub HC Lev Poprad. Tatranskí Vlci vstoupili do soutěže MHL, kde odehráli pouze jednu sezonu. Klub zanikl v roce 2012.

## Historie
První utkání odehráli v přípravném turnaji v Orenburgu (pohár Eurázie), střetli se s kazašským týmem Snežní Leopardi Astana, se kterým prohráli 0:1. První vítězství dosáhli 25. srpna 2011 ve třetím přípravném zápase Eurázie, nad celkem Mamuti Jugry Chanty-Mansijsk zvítězili 4:2. Celkové umístění na turnaji obsadili 4. místo. Před startem soutěže MHL odehráli světový juniorský pohár konané v Omsku. V MHL byli zařazeni do západní konference, severozápadní divize, hlavním trenérem byl Aleš Totter. 29. února 2012 Aleš Totter rezignoval na post hlavního trenéra, jeho post převzal Róbert Pukalovič. Tatranskí Vlci skončili v základní části na posledním místě v severozápadní divize, celkově skončili na 30. místě. Spolupráce s HC Lev Poprad skončilo po sezoně 2011/12, tým byl přestěhován do Prahy. 31. března 2012 oznámil klub ukončení činnosti, mladežnický tým byl přestěhován do Karlových Varů.

## Přehled účasti v MHL
Stručný přehled
- 2011–2012: Mládežnická hokejová liga (1. ligová juniorská úroveň v Rusku / mezinárodní soutěž)

| Rusko (2011 – 2012) |                            |           |          |                                       |                   |
| Sezóny              | Soutěž                     | Úroveň    | ZČ       | Play-off, nadstavba, sk. o udržení... | Poznámky          |
| 2011/12             | MHL (Severozápadní divize) | 1. úroveň | 8. místo | Baráž o udržení                       | celkově 30. místo |